# Bira Lhok
Bira Lhok is een bestuurslaag in het regentschap Aceh Besar van de provincie Atjeh, Indonesië. Bira Lhok telt 360 inwoners (volkstelling 2010).